# Worldwar: Striking the Balance
Worldwar: Striking the Balance (cu sensul de Războiul mondial: În echilibru) este un roman științifico-fantastic de istorie alternativă din 1996 de Harry Turtledove publicat de editura Del Rey.
Este al patrulea roman al tetralogiei Worldwar (Războiul Mondial), precum și a patra parte din seria extinsă Worldwar care include și trilogia Colonization (Colonizare) și romanul Homeward Bound (În drum spre casă). Complotul seriei începe la sfârșitul anului 1941, în timp ce Pământul este sfâșiat de al Doilea Război Mondial. O flotă extraterestră sosește pentru a cuceri planeta, forțând națiunile aflate în război să facă alianțe neplăcute împotriva invadatorilor. Între timp, extratereștrii, care se referă la ei înșiși ca The Race (Rasa), descoperă că inamicul lor (omenirea) este mult mai feroce și mai avansat tehnologic decât se aștepta.
În Worldwar: Striking the Balance, în timp ce Rasa ia în calcul anihilarea totală a omenirii sau continuarea ostilităților, oamenii iau o poziție pentru suveranitatea planetei.